# Petal Maps
Petal Maps és un sistema de navegació per satèl·lit de Huawei basat en TomTom. Ofereix imatgeria per satèl·lit, fotografia aèria, visualització en 3D de l'entorn, navegació pas a pas, visualització frontal i planificació de rutes per viatjar a peu, cotxe, bicicleta i transport públic.
Està disponible com a aplicació mòbil per als sistemes operatius mòbils HarmonyOS, Android i iOS. Es va presentar l'octubre de 2020 per a tots els dispositius Huawei mitjançant l'AppGallery i el juny de 2021 per als dispositius Android a través de Google Play. A partir del març de 2022 es va llançar a l'App Store per als usuaris d'iOS. El 2021 Petal Maps va rebre el Red Dot Design Award.